# Орчіано-Пізано
Орчіано-Пізано (італ. Orciano Pisano) — муніципалітет в Італії, у регіоні Тоскана,  провінція Піза.
Орчіано-Пізано розташоване на відстані близько 240 км на північний захід від Рима, 70 км на південний захід від Флоренції, 26 км на південь від Пізи.
Населення — 644 особи (2014).

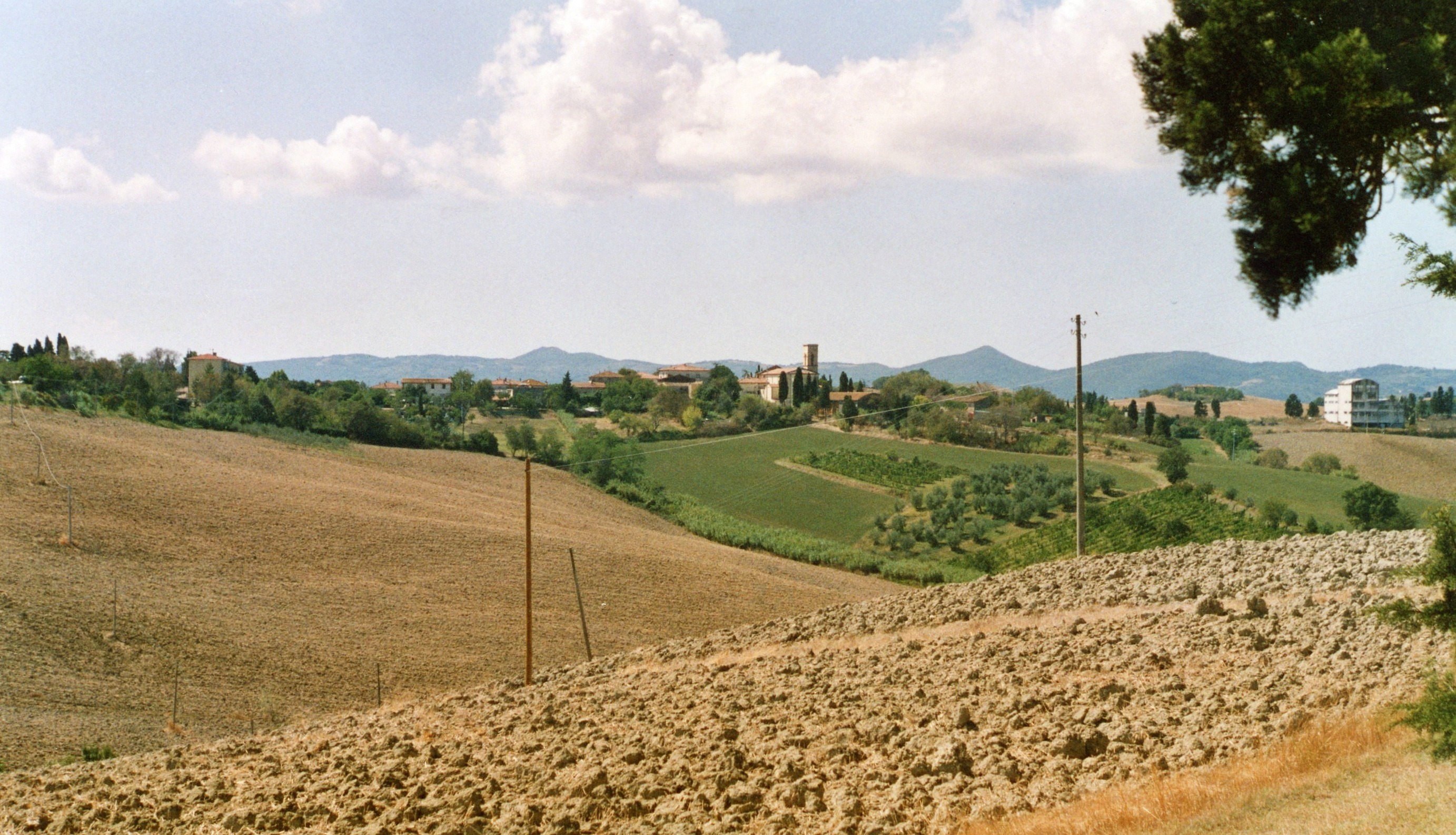

Щорічний фестиваль відбувається 29 вересня. Покровитель — святий Архангел Михаїл.

## Демографія
Населення за роками:

Станом на 1 січня 2023 року в муніципалітеті офіційно проживали 43 іноземці з 12 країн, серед них 15 громадян країн Євросоюзу та 4 громадяни України.

## Сусідні муніципалітети
- Коллезальветті
- Фаулья
- Креспіна-Лоренцана
- Розіньяно-Мариттімо
- Санта-Луче